# Charlieplexing

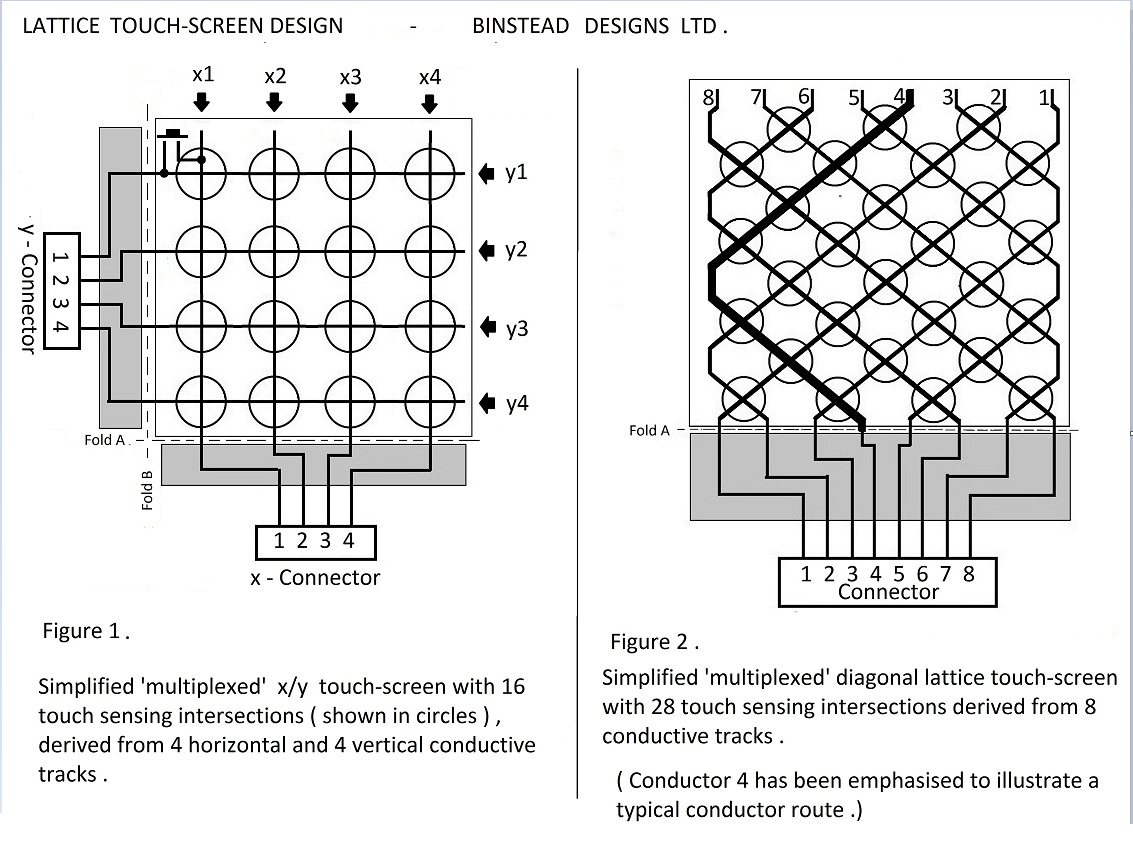
Questo diagramma mostra come otto ingressi a un touchscreen reticolare o a una tastiera creano 28 intersezioni uniche, anziché 16 intersezioni create utilizzando un touchscreen multiplox standard x/y.

Il charlieplexing, in elettronica è il meccanismo o tecnica di trasmissione per cui più canali trasmissivi in ingresso condividono la stessa capacità trasmissiva disponibile in uscita ovvero combinando più segnali analogici (detti segnali tributari) in un solo segnale (detto multiplato) trasmesso in uscita su uno stesso collegamento fisico, ma che a differenza della multiplazione non ci si limita a sfruttare lo stato alto e basso (0 e 1, quindi collegato a massa o alimentato), ma anche lo stato ad alta impedenza (che equivale a scollegato).

## Storia
La tecnica charlieplexing è stata introdotta da Maxim Integrated nel 2001 come uno schema di multiplexing LED con il conteggio dei pin ridotto nel loro driver di visualizzazione LED MAX6951. Il nome "Charlieplexing", viene utilizzato per la prima volta in una nota di applicazione del 2003.

## Descrizione

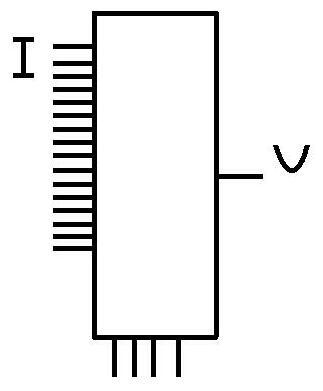
Simbolo elettrico di un multiplexer (o anche detto MUX), mentre quello che opera il processo inverso è chiamato demultiplexer.

In una comunicazione dati la multiplazione permette di risparmiare sul cablaggio (riducendo il numero di linee di segnale) e sul numero di componenti e con la variante charlieplexing è possibile ridurre ulteriormente il numero dei componenti.